# Hirokawa
Hirokawa (japanska: 広川町?, Hirokawa-machi) är en landskommun (köping) i Fukuoka prefektur i Japan. 